# Superbase (software)
Superbase è un sistema per la gestione di basi di dati (DBMS) per personal computer, prodotto originariamente nel 1983 dall'azienda britannica Precision Software per Commodore 64. Molte altre versioni vennero prodotte fino al 2003 per Commodore CBM-II, Apple II, Commodore Plus/4, Commodore 128, Amiga, Atari ST e Windows.
Il marchio venne rivitalizzato nel 2016 con l'uscita di Superbase NG.